# Puchar Świata w Rugby 2019 (kwalifikacje)
Kwalifikacje do Pucharu Świata w Rugby 2019 – rozgrywki mające na celu wyłonienie reprezentacji narodowych w rugby union, które wystąpią w finałach tego turnieju.

## Informacje ogólne

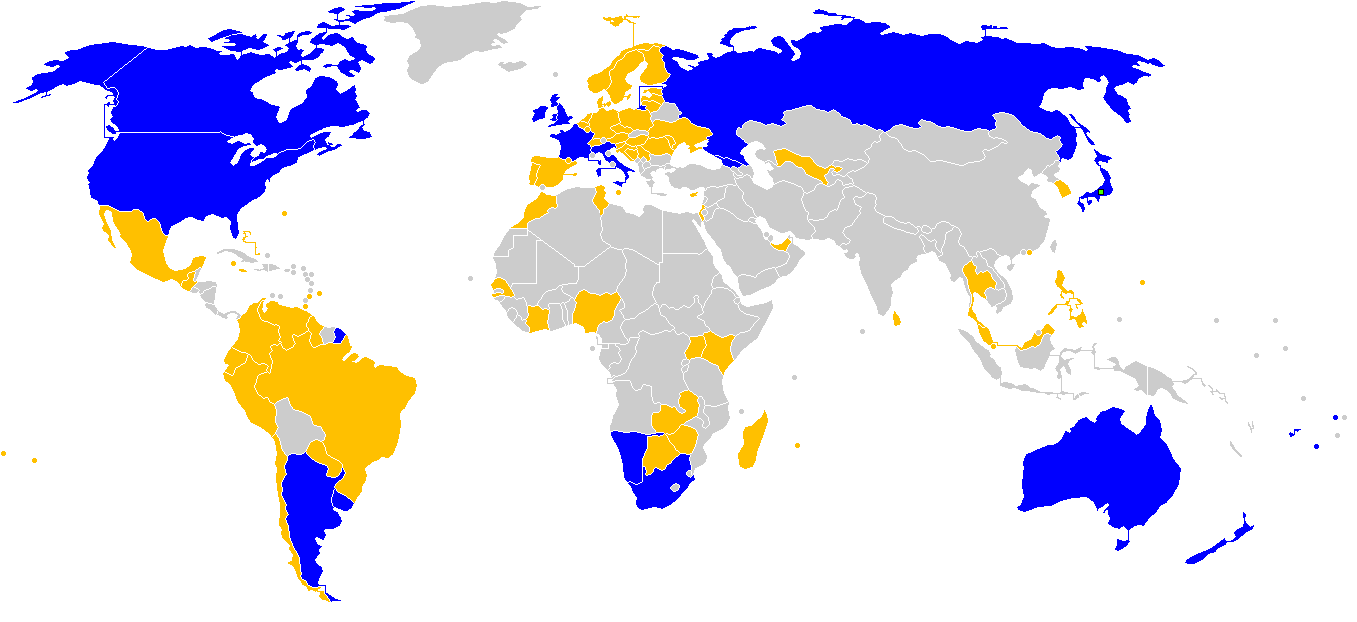
Zakwalifikowane zespoły

Turniej finałowy organizowanego przez World Rugby Pucharu Świata odbędzie się w Japonii w 2019 roku i weźmie w nim udział dwadzieścia reprezentacji. W połowie września 2015 roku światowa federacja ogłosiła, iż system kwalifikacji co do zasady pozostanie taki sam, jak w przypadku poprzednich dwóch edycji. Dwanaście drużyn zapewniło sobie zatem automatyczny awans zajmując jedną z pierwszych trzech pozycji w swoich grupach w Pucharze Świata 2015 zorganizowanym w Anglii, dodatkowo – niezależnie od zajętego w tych zawodach miejsca – bezpośrednią kwalifikację uzyskać mieli także Japończycy jako gospodarze turnieju finałowego. W celu obsadzenia pozostałych siedmiu bądź ośmiu miejsc miały zostać zorganizowane kilkuetapowe eliminacje regionalne, zakończone turniejem barażowym dla czterech zespołów, które dotąd nie uzyskały awansu. Japonia w swej grupie angielskiego turnieju uplasowała się ostatecznie w pierwszej trójce, co oznaczało, że w pozostałych fazach eliminacji było dostępnych osiem miejsc.
W listopadzie 2015 roku World Rugby opublikowała schemat kwalifikacji. Wolne miejsca zostały podzielone według następującego klucza geograficznego: Oceanii i Ameryce (Południowej wspólnie z Północną) przyznano po dwa miejsca, po jednym przydzielono Afryce oraz Europie, kwalifikację uzyskał także zwycięzca dwumeczu pomiędzy trzecią drużyną Oceanii i drugą z Europy. Przegrany z tego pojedynku natomiast zmierzył się w czterozespołowym turnieju repasażowym, którego stawką było ostatnie, dwudzieste miejsce w Pucharze Świata 2019 z drużynami z Ameryki i Afryki oraz zwycięzcą dwumeczu pomiędzy uprawnionym zespołem z Azji i zwycięzcą kwalifikacji dla rozwijających się drużyn z Oceanii.

## Zakwalifikowane drużyny
|                           | Afryka              | Ameryka                       | Azja      | Europa                                                            | Oceania                     |
| ------------------------- | ------------------- | ----------------------------- | --------- | ----------------------------------------------------------------- | --------------------------- |
| Automatyczna kwalifikacja | - Południowa Afryka | - Argentyna                   | - Japonia | - Anglia - Francja - Gruzja - Irlandia - Szkocja - Walia - Włochy | - Australia - Nowa Zelandia |
| Regionalne eliminacje     | - Namibia           | - Stany Zjednoczone - Urugwaj | —         | - Rosja                                                           | - Fidżi - Tonga             |
| Play-off                  | —                   | —                             | —         | - Samoa                                                           | - Samoa                     |
| Baraż                     | - Kanada            | - Kanada                      | - Kanada  | - Kanada                                                          | - Kanada                    |

## Kwalifikacje

Diagram przedstawiający proces kwalifikacji

### Puchar Świata w Rugby 2015
Automatyczny awans uzyskały drużyny, które zajęły jedno z pierwszych trzech miejsc w swoich grupach podczas Pucharu Świata 2015.
| Miejsce | Grupa A   | Grupa B           | Grupa C       | Grupa D  |
| ------- | --------- | ----------------- | ------------- | -------- |
| 1.      | Australia | Południowa Afryka | Nowa Zelandia | Irlandia |
| 2.      | Walia     | Szkocja           | Argentyna     | Francja  |
| 3.      | Anglia    | Japonia           | Gruzja        | Włochy   |

### Afryka
Dzięki systemowi awansów pomiędzy dywizjami proces kwalifikacyjny objął trzy najwyższe dywizje Pucharu Afryki. Awans do turnieju głównego jako Afryka 1 uzyskał zwycięzca Pucharu Afryki 2018, drugi zespół otrzymał prawo gry w turnieju barażowym.
Afrykańskie kwalifikacje zaczęły się już w roku 2016 – zwycięzca Dywizji 1C, reprezentacja Maroka, awansowała do rozgrywek dywizji 1B w kolejnym roku. W 2017 roku powtórzyła ten sukces awansując tym samym do najwyższej klasy rozgrywkowej. Obok Maroka w najwyższej dywizji Pucharu Afryki 2018 wzięły udział Namibia, Kenia, Uganda, Tunezja i Zimbabwe, znajdujące się w rankingu światowym na miejscach od 24 do 44. Rozgrywki zostały rozegrane systemem kołowym w ciągu siedmiu meczowych dni w okresie od 16 czerwca do 18 sierpnia 2018 roku.
Awans do Pucharu Świata jako Afryka 1 wywalczyła Namibia, która w decydującym o zwycięstwie meczu w ostatniej kolejce rozgrywek pokonała Kenię. Ta z kolei zajęła drugie miejsce i dzięki temu awansowała do turnieju barażowego.

### Ameryka

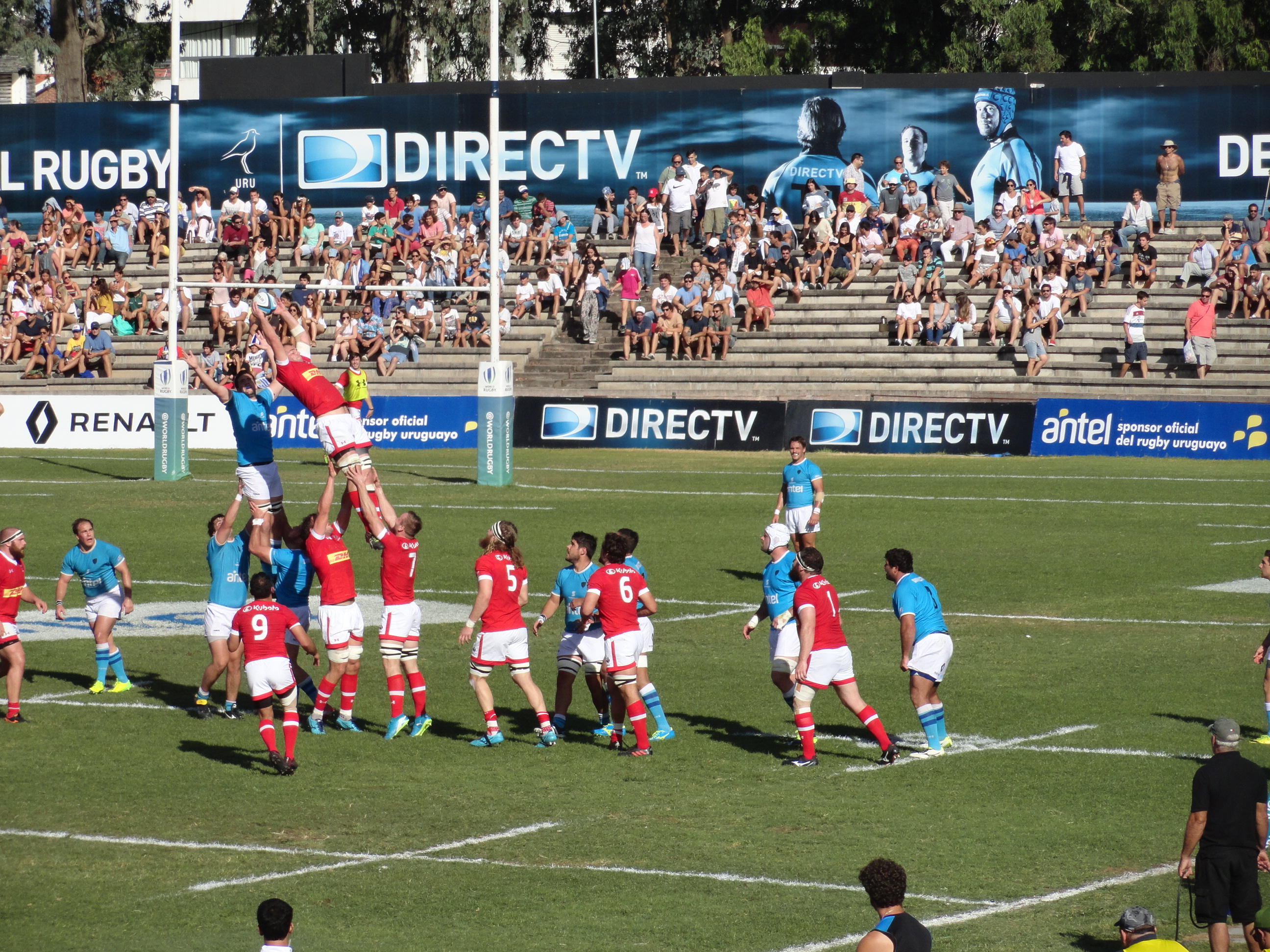
Fragment meczu między Urugwajem i Kanadą

Ameryka otrzymała dwa miejsca w turnieju finałowym. Zwycięzca dwumeczu pomiędzy USA a Kanadą uzyskał bezpośredni awans jako Ameryka 1, przegrany natomiast zmierzył się z triumfatorem Mistrzostw Ameryki Południowej A 2017 (dzięki systemowi awansów do tego turnieju, proces kwalifikacji objął także drużyny z rozgrywek RAN oraz z niższego poziomu rozgrywek SAR). Z kolei zwycięzca tego dwumeczu awansował do turnieju głównego jako Ameryka 2, pokonany zaś otrzymał szansę gry w turnieju barażowym.
Kwalifikacje w tym regionie rozpoczęły się turniejami RAN Championship 2016 oraz Mistrzostwami Ameryki Południowej B 2016 odpowiednio dla drużyn zrzeszonych w Rugby Americas North i Sudamérica Rugby. Mistrzowie strefy RAN – reprezentacja Meksyku – zmierzyli się ze zwycięzcą drugiego poziomu Mistrzostw Ameryki Południowej 2016, Kolumbią. Lepsi w tym spotkaniu okazali się Kolumbijczycy, którzy jednak w meczu barażowym o prawo gry w Mistrzostwach Ameryki Południowej A 2017 ulegli Paragwajowi (zespołowi, który zajął ostatnie miejsce w Mistrzostwach Ameryki Południowej A 2016).
| 29 października 201615:00 | Kolumbia | 39:11 | Meksyk | Estadio Cincuentenario, Medellín |
| 29 października 201615:00 |          | 39:11 |        | Estadio Cincuentenario, Medellín |

| 19 listopada 201615:00 | Paragwaj | 37:27 | Kolumbia | Estadio Héroes De Curupayty, Asunción Sędzia: Joaquín Montes |
| 19 listopada 201615:00 |          | 37:27 |          | Estadio Héroes De Curupayty, Asunción Sędzia: Joaquín Montes |

W rozgrywanych systemem kołowym czterozespołowych mistrzostwach kontynentu południowoamerykańskiego w maju 2017 roku wzięły udział reprezentacje Urugwaju, Chile, Brazylii i Paragwaju. Triumfowali w nim z kompletem zwycięstw Urugwajczycy awansując tym samym do kolejnego etapu kwalifikacji.
Dwumecz pomiędzy Kanadą a USA został zaplanowany na 24 czerwca i 1 lipca 2017 roku. W pierwszym spotkaniu padł remis, w rewanżu natomiast rekordowe zwycięstwo nad rywalami z północy zanotowali reprezentanci USA trafiając tym samym jako Ameryka 1 do grupy C finałów Pucharu Świata.
| 24 czerwca 201715:00 | Kanada                                                    | 28:28(15:21) | Stany Zjednoczone                             | Tim Hortons Field, Hamilton Sędzia: Ben Whitehouse |
| 24 czerwca 201715:00 | O'Leary 13 (2pd 3K) van der Merwe 10 (2P) Carpenter 5 (P) | 28:28(15:21) | Civetta 10 (2P) MacGinty 8 (4pd) Te'o 10 (2P) | Tim Hortons Field, Hamilton Sędzia: Ben Whitehouse |
| 24 czerwca 201715:00 | Hilterbrand · Dolan                                       | 28:28(15:21) |                                               | Tim Hortons Field, Hamilton Sędzia: Ben Whitehouse |

| 1 lipca 201715:00 | Stany Zjednoczone                                                                                              | 52:16(19:9) | Kanada                              | Torero Stadium, San Diego Sędzia: Andrew Brace |
| 1 lipca 201715:00 | Dolan 10 (2P) MacGinty 12 (6pd) Waldren 5 (P) Brakeley 5 (P) Taufeteʻe 10 (2P) Tameilau 5 (P) Augspurger 5 (P) | 52:16(19:9) | McRorie 11 (pd 3K) Cejvanovic 5 (P) | Torero Stadium, San Diego Sędzia: Andrew Brace |
| 1 lipca 201715:00 | Lamborn | 52:16(19:9) | Ardron                              | Torero Stadium, San Diego Sędzia: Andrew Brace |

Dwumecz pomiędzy Kanadą a Urugwajem został zaplanowany na 27 stycznia i 3 lutego 2018 roku. W pierwszym z nich dziewięcioma punktami wygrali na wyjeździe Urugwajczycy, zwyciężyli również w drugim meczu, mimo iż Kanadyjczycy prowadzili nawet piętnastoma punktami. W ten sposób Urugwaj zapewnił sobie awans do turnieju finałowego Pucharu Świata, Kanada natomiast uzyskała prawo gry w turnieju barażowym.
| 27 stycznia 201817:10 | Kanada                                                                                 | 29:38(17:21) | Urugwaj                                                                                | BC Place, Vancouver Widzów: 16 132 Sędzia: Andrew Brace |
| 27 stycznia 201817:10 | Olmstead 5 (P) van der Merwe 5 (P) Blevins 5 (P) Braid 7 (2pd K) karne przyłożenie – 7 | 29:38(17:21) | Silva 5 (P) Leivas 5 (P) Arata 5 (P) Dotti 5 (P) Capó Ortega 5 (P) Berchesi 13 (5pd K) | BC Place, Vancouver Widzów: 16 132 Sędzia: Andrew Brace |
| 27 stycznia 201817:10 | Kessler                                                                                | 29:38(17:21) |                                                                                        | BC Place, Vancouver Widzów: 16 132 Sędzia: Andrew Brace |

| 3 lutego 201817:00 | Urugwaj                                                     | 32:31(10:18) | Kanada                                                                | Estadio Charrúa, Montevideo Widzów: 13 000 Sędzia: Luke Pearce |
| 3 lutego 201817:00 | Dotti 5 (P) Cat 5 (P) Vilaseca 10 (2P) Berchesi 12 (3pd 2K) | 32:31(10:18) | van der Merwe 10 (2P) Paris 5 (P) Sears-Duru 5 (P) Staller 11 (pd 3K) | Estadio Charrúa, Montevideo Widzów: 13 000 Sędzia: Luke Pearce |

### Azja
Dla azjatyckich reprezentacji nie przewidziano bezpośrednich awansów na Puchar Świata, a najlepszy zespół rozegranego bez udziału Japonii turnieju Asia Rugby Championship 2018 zagrał w dwumeczu ze zwycięzcą Oceania Cup 2017 o miejsce w światowym barażu. System awansów między dywizjami umożliwiał walkę o premiowane kwalifikacją miejsca również zespołom z niższych dywizji tych rozgrywek.
Azjatyckie kwalifikacje zaczęły się już w roku 2016, a z drużyn Dywizji 2 do dalszej fazy awansował jej zwycięzca, reprezentacja Zjednoczonych Emiratów Arabskich. W kolejnej edycji zwycięska w Dywizji 1 Malezja zyskała awans do Top 3. W rozegranych od kwietnia do czerwca 2018 roku meczach o mistrzostwo Azji triumfował Hongkong, który pokonał zespoły Korei Południowej oraz Malezji i awansował do kolejnej fazy kwalifikacji – dwumeczu z drużyną z Oceanii. Dla rugby w Hongkongu był to największy sukces w historii.

### Europa
Kwalifikację jako Europa 1 uzyskał najlepszy zespół łącznie dwóch edycji najwyższego poziomu Rugby Europe International Championships: 2017 i 2018, nie licząc mającej już zapewniony awans Gruzji – kolejny zaś zagrał ze zwycięzcą eliminacji dla triumfatorów niższych dywizji europejskich rozgrywek. Wygrany z tego pojedynku zmierzył się następnie w play-off z trzecią drużyną łącznej klasyfikacji Pucharu Narodów Pacyfiku 2016–2017.
W pierwszej rundzie spotkali się zwycięzcy północnych i południowych grupy w Conference 1 i Conference 2 – odpowiednio Czechy z Maltą oraz Węgry z Bośnią i Hercegowiną. Górą z tych pojedynków wyszli Czesi i Węgrzy, a w ich bezpośrednim meczu lepsza była plasująca się wyżej w światowym rankingu reprezentacja Czech. W listopadzie 2017 roku Czesi ulegli jednak zwycięzcy wyższego poziomu rozgrywek europejskich – Rugby Europe Trophy 2016/2017 – Portugalii, która tym samym przeszła do ostatniego etapu kwalifikacji w Europie.
W fazie decydującej o bezpośrednim awansie – Rugby Europe Championship 2018 – udział wzięły reprezentacje Rumunii, Hiszpanii, Rosji, Belgii i Niemiec, bowiem Gruzini mieli już wcześniej zapewnioną kwalifikację. Najwyżej spośród pozostałych – na drugiej pozycji – została sklasyfikowana Rumunia zyskując według systemu kwalifikacji awans na Puchar Świata, zaś Hiszpania, która zajęła trzecie miejsce, miała zagrać przeciwko Portugalii o awans do dwumeczu z zespołem z Oceanii. Jednak decydujące o bezpośrednim awansie do Pucharu Świata spotkanie między Belgią a Hiszpanią wywołało wiele kontrowersji. Sędziowane było przez arbitrów z Rumunii, którzy zostali oskarżeni o sprzyjanie drużynie belgijskiej – porażka Hiszpanii oznaczała bezpośredni awans Rumunii do Pucharu Świata, natomiast w przypadku zwycięstwa Hiszpanii to ona awansowałaby bezpośrednio do japońskiego turnieju, a Rumunia musiałaby grać w kolejnych etapach eliminacji. W początkowej ocenie World Rugby, okoliczności spotkania i niezapewnienie neutralnych sędziów kwalifikowały spotkanie do powtórzenia, jednak dalsze wnioski zainteresowanych stron spowodowały powołanie specjalnej komisji do oceny prawidłowości prowadzenia kwalifikacji. Ostatecznie World Rugby zdecydowało nie powtarzać kwestionowanego spotkania, natomiast odjęło punkty wszystkim trzem zainteresowanym drużynom (Rumunii, Hiszpanii i Belgii) z powodu występowania w rozgrywkach zawodników nieuprawnionych do gry w tych reprezentacjach. Dzięki temu – po odrzuconych apelacjach – bezpośredni awans do Pucharu Świata 2019 jako Europa 1 zdobyła Rosja, która pierwotnie zajęła czwarte miejsce w łączonej dwuletniej tabeli, a prawo do gry przeciwko Portugalii o awans do play-off uzyskały Niemcy, które pierwotnie zostały sklasyfikowane na ostatnim, szóstym miejscu tych rozgrywek. Dodatkowo pięciu hiszpańskich graczy zostało ukaranych wielotygodniowymi zawieszeniami za fizyczne lub werbalne ataki na sędziego wspomnianego pojedynku.
Ostatnim akcentem europejskich kwalifikacji był mecz pomiędzy Niemcami i Portugalią. Awans do fazy play-off po wyrównanym pojedynku wywalczyli podopieczni Pablo Lemoine po zwycięstwie różnicą trzech punktów.
| 16 czerwca 201815:00 | Niemcy                         | 16:13(3:6) | Portugalia                       | Fritz-Grunebaum-Sportpark, Heidelberg Sędzia: Tom Foley |
| 16 czerwca 201815:00 | Parkinson 11 (pd 3K) Els 5 (P) | 16:13(3:6) | Rodrigues 8 (pd 2K) Villax 5 (P) | Fritz-Grunebaum-Sportpark, Heidelberg Sędzia: Tom Foley |

### Oceania
Pierwszą fazą kwalifikacji był trzyzespołowy turniej Puchar Narodów Pacyfiku, biorąc pod uwagę łączną klasyfikację z edycji 2016 i 2017. Automatyczny awans do Pucharu Świata (jako Oceania 1 i Oceania 2) uzyskały jego dwie czołowe drużyny, najsłabsza z nich zagrała zaś w dwumeczu z uprawionym zespołem z Europy. Z kolei stawką Oceania Cup 2017 – turnieju dla słabszych reprezentacji regionu – było prawo do gry w dwumeczu z uprawnioną drużyną z Azji o awans do światowego barażu.
W obu swoich meczach Pucharu Narodów Pacyfiku 2016 zwyciężyli Fidżyjczycy, a Samoańczycy okazali się lepsi od Tongijczyków. Również rok później reprezentanci Fidżi na swoją korzyść rozstrzygnęli obydwa spotkania, w pojedynku pozostałych dwóch zespołów tym razem lepsi okazali się zawodnicy z Tonga. Fidżi jako Oceania 1 trafiło zatem do grupy D turnieju finałowego Pucharu Świata, Tonga natomiast – wyprzedzając Samoa w klasyfikacji generalnej obu sezonów jednym punktem – jako Oceania 2 do grupy C. Samoańczycy utrzymali szansę na awans do japońskiego turnieju przechodząc do dwumeczu z europejskim zespołem.
Z kolei w Oceania Cup 2017 wzmocniona zawodnikami z francuskich lig Fédérale 1 i Fédérale 2 reprezentacja Tahiti pierwszy raz w historii pokonała Wyspy Cooka zgodnie z regulaminem rozgrywek przechodząc tym samym do kolejnego etapu walki o miejsce w Pucharze Świata 2019. Jednak World Rugby uznała, że w meczu tym w drużynie Tahiti wystąpiło dwóch nieuprawnionych zawodników i zweryfikowała jego wynik przyznając zwycięstwo Wyspom Cooka, które dzięki temu awansowały do dwumeczu z najlepszym azjatyckim zespołem.

### Play-off Europa/Oceania
W dwumeczu o miejsce w Pucharze Świata jako Play-off 1 zmierzyły się najlepsze zespoły z Oceanii i Europy, które dotychczas nie uzyskały awansu. Spotkania pomiędzy Samoa i Niemcami odbyły się 30 czerwca i 14 lipca 2018. W obu zwycięstwa odniosła drużyna z Oceanii i to ona awansowała do Pucharu Świata, podczas gdy Niemcy, jako przegrani, zakwalifikowali się do barażu.
| 30 czerwca 2018 | Samoa | 66:15(35:3) | Niemcy                          | Apia Park, Apia |
| 30 czerwca 2018 | Fidow 15 (3P) Matavao 10 (2P) Tuala 10 (5pd) Tekori 5 (P) Lam 5 (P) Leiua 5 (P) Polataivao 5 (P) Faapale 4 (2pd) karne przyłożenie – 7 | 66:15(35:3) | Otto 10 (2P) Parkinson 5 (pd K) | Apia Park, Apia |

| 14 lipca 2018 | Niemcy                                                                                            | 28:42(15:14) | Samoa                                           | Fritz-Grunebaum-Sportpark, Heidelberg |
| 14 lipca 2018 | Hilsenbeck 8 (pd 2K) Füchsel 5 (P) Els 5 (P) Coetzee 3 (K) Parkinson 2 (pd) karne przyłożenie – 7 | 28:42(15:14) | Tuala 22 (2P 6pd) Matavao 10 (2P) Fidow 15 (3P) | Fritz-Grunebaum-Sportpark, Heidelberg |

### Play-off Azja/Oceania
W dwumeczu o miejsce w barażu zmierzyli się zwycięzcy Asia Rugby Championship 2018 i Oceania Cup 2017: Hongkong i Wyspy Cooka. Spotkania odbyły się 30 czerwca i 7 lipca 2018. Już w pierwszym, wyjazdowym meczu Hongkong wypracował sporą przewagę. W rewanżu nie pozwolił przeciwnikom zdobyć ani jednego punktu i wyraźnym zwycięstwem potwierdził awans.
| 30 czerwca 2018 | Wyspy Cooka   | 3:26(3:18) | Hongkong                                                                | BCI Stadium, Avarua |
| 30 czerwca 2018 | Mullany 3 (K) | 3:26(3:18) | Rosslee 6 (2K) Woodward 5 (P) Lamboley 5 (P) Slatem 5 (P) Hartley 5 (P) | BCI Stadium, Avarua |
| 30 czerwca 2018 | Mullany       | 3:26(3:18) |                                                                         | BCI Stadium, Avarua |

| 7 lipca 2018 | Hongkong | 51:0(17:0) | Wyspy Cooka | Hong Kong Football Club Stadium, Hongkong |
| 7 lipca 2018 | Rosslee 16 (5pd 2K) Post 10 (2P) Yiu Kam Shing 5 (P) Hood 5 (P) Woodward 5 (P) Rimene 3 (dg) karne przyłożenie – 7 | 51:0(17:0) |             | Hong Kong Football Club Stadium, Hongkong |
| 7 lipca 2018 | Hanley · Viiga · Smith-Wano · Mullany                                                                              | 51:0(17:0) |             | Hong Kong Football Club Stadium, Hongkong |

### Baraż

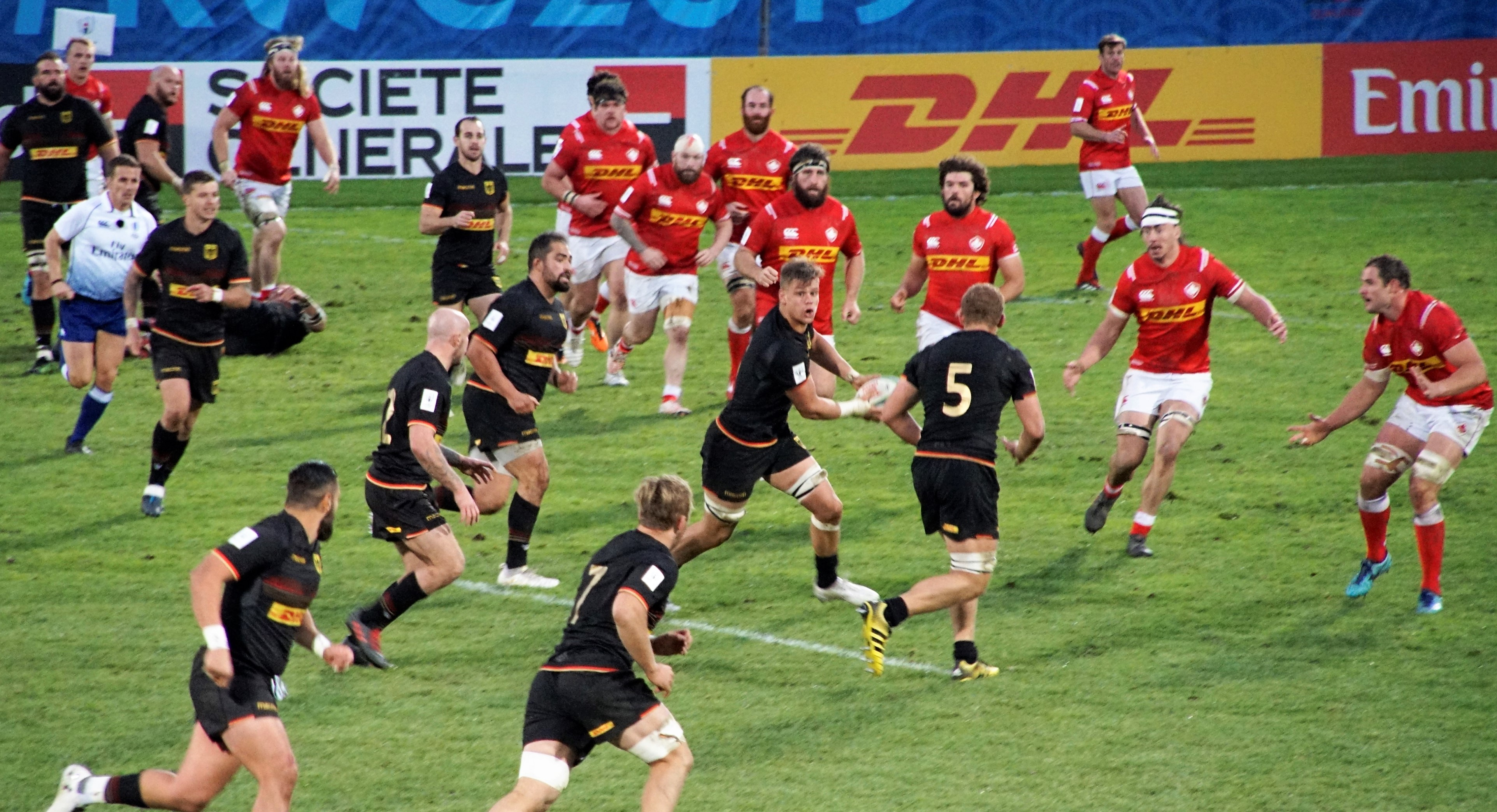
Fragment meczu między Kanadą i Niemcami

Doniesienia prasowe z początku maja 2018 roku sugerowały, że turniej barażowy zostanie zorganizowany we Francji, w połowie lipca ogłoszono natomiast, że odbędzie się on na Stade Pierre-Delort w Marsylii w ciągu trzech meczowych dni pomiędzy 11 a 23 listopada 2018 roku. Stawką rozegranego systemem kołowym czterozespołowego turnieju było ostatnie, dwudzieste miejsce w Pucharze Świata 2019 – Baraż 1. Wystąpiły w nim: najlepsza reprezentacja z Ameryki spośród tych, które nie uzyskały dotąd kwalifikacji (Kanada), druga drużyna kwalifikacji afrykańskich (Kenia), zwycięzca play-off Azja/Oceania (Hongkong) oraz przegrany z play-off Europa/Oceania (Niemcy).  Przy ustalaniu końcowej kolejności w przypadku tej samej ilości punktów lokaty zespołów były ustalane kolejno na podstawie:
- wyniku meczu pomiędzy zainteresowanymi drużynami;
- lepszego bilansu punktów zdobytych i straconych;
- lepszego bilansu przyłożeń zdobytych i straconych;
- większej liczby zdobytych punktów;
- większej liczby zdobytych przyłożeń;
- wyższej pozycji w rankingu WR na dzień 20 sierpnia 2018 roku.

Zwycięzcą turnieju została reprezentacja Kanady i to ona jako ostatnia dołączyła do grupy finalistów Pucharu Świata 2019. Drugie miejsce w turnieju zajęły Niemcy, trzecie Hongkong, a czwarte Kenia.
| 11 listopada 201813:00 | Kanada | 65:19(27:12) | Kenia                                                                | Stade Pierre-Delort, Marsylia Sędzia: Wayne Barnes |
| 11 listopada 201813:00 | McRorie 13 (5pd K) van der Merwe 15 (3P) Beukeboom 10 (2P) Sauder 12 (2P pd) Ardron 5 (P) Sheppard 5 (P) Evans 5 (P) | 65:19(27:12) | Kinyangi 2 (pd) Opondo 5 (P) Owade 5 (P) Oliech 2 (pd) Nyambua 5 (P) | Stade Pierre-Delort, Marsylia Sędzia: Wayne Barnes |
| 11 listopada 201813:00 | Heaton | 65:19(27:12) |                                                                      | Stade Pierre-Delort, Marsylia Sędzia: Wayne Barnes |

| 11 listopada 201816:00 | Hongkong       | 9:26(6:6) | Niemcy                                                            | Stade Pierre-Delort, Marsylia Sędzia: Pascal Gaüzère |
| 11 listopada 201816:00 | Rosslee 9 (3K) | 9:26(6:6) | Parkinson 13 (2pd 3K) Hilsenbeck 3 (K) Schosser 5 (P) Haupt 5 (P) | Stade Pierre-Delort, Marsylia Sędzia: Pascal Gaüzère |
| 11 listopada 201816:00 | Boucaut        | 9:26(6:6) |                                                                   | Stade Pierre-Delort, Marsylia Sędzia: Pascal Gaüzère |

| 17 listopada 201813:00 | Hongkong                                                                                           | 42:17(7:12) | Kenia                                      | Stade Pierre-Delort, Marsylia Sędzia: Jaco Peyper |
| 17 listopada 201813:00 | Rosslee 4 (2pd) Warner 5 (P) Lamboley 10 (2P) Denmark 5 (P) Rimene 8 (4pd) Hewson 5 (P) Fenn 5 (P) | 42:17(7:12) | Opondo 10 (2P) Oliech 2 (pd) Musonye 5 (P) | Stade Pierre-Delort, Marsylia Sędzia: Jaco Peyper |

| 17 listopada 201816:00 | Kanada                                                      | 29:10(10:7) | Niemcy                          | Stade Pierre-Delort, Marsylia Sędzia: Luke Pearce |
| 17 listopada 201816:00 | McRorie 14 (P 3pd K) Rumball 5 (P) Ardron 5 (P) Evans 5 (P) | 29:10(10:7) | Parkinson 5 (pd K) Barber 5 (P) | Stade Pierre-Delort, Marsylia Sędzia: Luke Pearce |

| 23 listopada 201813:00 | Kenia         | 6:43(6:12) | Niemcy                                                                                 | Stade Pierre-Delort, Marsylia Sędzia: Angus Gardner |
| 23 listopada 201813:00 | Oliech 6 (2K) | 6:43(6:12) | Parkinson 8 (4pd) Haupt 5 (P) Otto 5 (P) Aounallah 5 (P) Ferreira 15 (3P) Liebig 5 (P) | Stade Pierre-Delort, Marsylia Sędzia: Angus Gardner |

| 23 listopada 201816:00 | Hongkong                       | 10:27(3:14) | Kanada                                                   | Stade Pierre-Delort, Marsylia Sędzia: Romain Poite |
| 23 listopada 201816:00 | Rosslee 5 (pd K) Hartley 5 (P) | 10:27(3:14) | McRorie 12 (3pd 2K) van der Merwe 10 (2P) Barkwill 5 (P) | Stade Pierre-Delort, Marsylia Sędzia: Romain Poite |
| 23 listopada 201816:00 | McRorie                        | 10:27(3:14) |                                                          | Stade Pierre-Delort, Marsylia Sędzia: Romain Poite |